# Molophilus micracanthus
Molophilus micracanthus är en tvåvingeart som beskrevs av Alexander 1927. Molophilus micracanthus ingår i släktet Molophilus och familjen småharkrankar. Inga underarter finns listade i Catalogue of Life.